# Ноуза, Томаш
Томаш Ноуза (чеш. Tomáš Nouza; 25 сентября 1982, Писек, Чехословакия) — чешский хоккеист, нападающий. Практически всю свою игровую карьеру провёл, выступая за различные клубы в чешской первой лиге.

## Биография
Воспитанник хоккейного клуба «Писек». Выступал за команду в первой и второй лигах Чехии. Также играл за команды «Страконице» и «Бенатки-над-Йизероу». В сезоне 2004/05 сыграл 1 матч в высшей лиге Чехии за йиглавскую «Дуклу». В 2005 году стал игроком основного состава команды «Млада Болеслав». В 2006 году сыграл 1 матч в Экстралиге за «Орли Зноймо». В 2008 году вместе с командой поднялся в элиту чешского хоккея. Провёл в составе клуба четыре сезона в Экстралиге, затем вновь вместе с командой выступал в первой чешской лиге. В 2014 году перешёл в другую команду первой лиги «Мотор» из Ческе-Будеёвице. В 2017 году подписал контракт с командой «Естржаби» из Простеёва, за которую отыграл следующие 3 сезона.
Всего в чешской Экстралиге провёл 190 матчей, забросил 31 шайбу и отдал 36 голевых передачи.
Также сыграл 52 игры в переходных турнирах за право участия в Экстралиге, забил 13 голов и сделал 18 передач.
Четыре раза становился чемпионом первой чешской хоккейной лиги.
Всего в первой лиге провёл 901 игру, набрал 760 очков (370 шайб и 390 передача).
Помимо этого также выступал во второй чешской лиге, сыграл 24 матча, набрал 12 очков (7+5).

## Достижения
- Победитель первой чешской лиги 2008, 2013, 2014 и 2017
- Лучший бомбардир первой лиги 2015 (77 очков) и 2018 (57 очков)
- Лучший снайпер первой лиги 2013 (31 гол) и 2014 (34 гола)
- Лучший ассистент первой лиги 2018 (36 передач)
- Лучший бомбардир плей-офф первой лиги 2013 (12 очков) и 2015 (17 очков)
- Лучший снайпер плей-офф первой лиги 2013 (8 голов)
- Лучший ассистент плей-офф первой лиги 2015 (11 передач)
- Лучший показатель полезности первой лиги 2017 (+27)